# 교방고

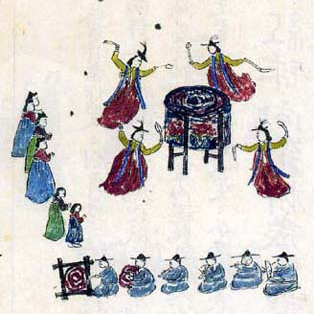
《교방가요》에 실린 교방고와 교방가무

교방고(敎坊鼓)는 무율 타악기이다. 혁부악기이며, 당악기이다.
네 발로 된 나무틀 위에 북가죽이 위로 가도록 걸린 북으로, 북통의 둘레에는 용이 그려져 있다.
본래 당악계 음악에 쓰였으나 오늘날에는 무고(舞鼓)춤에 쓰인다. 중국에서 당나라 때 쓰던 악기로 한국에서는 고려 때부터 쓰여 왔다.

## 같이 보기
- 교방가요
- 교방가무희